# 翁雪
翁雪（法語：Oncieu，法語發音：[ɔ̃sjø] ⓘ）是法国东部安省的一个市镇，属于贝莱区。

## 地理
翁雪（45°57'33"N, 5°28'24"E）面积7.76 平方千米，位于法国奥弗涅-罗讷-阿尔卑斯大区安省，该省份为法国东部省份，北起汝拉省，西北接索恩-卢瓦尔省，西接罗讷省和里昂大都会，南至伊泽尔省，东与萨瓦省、上萨瓦省和瑞士接壤。
与翁雪接壤的市镇（或旧市镇、城区）包括：阿朗、阿尔日斯、埃沃日、尼沃莱蒙格里丰、比热地区圣朗贝尔。

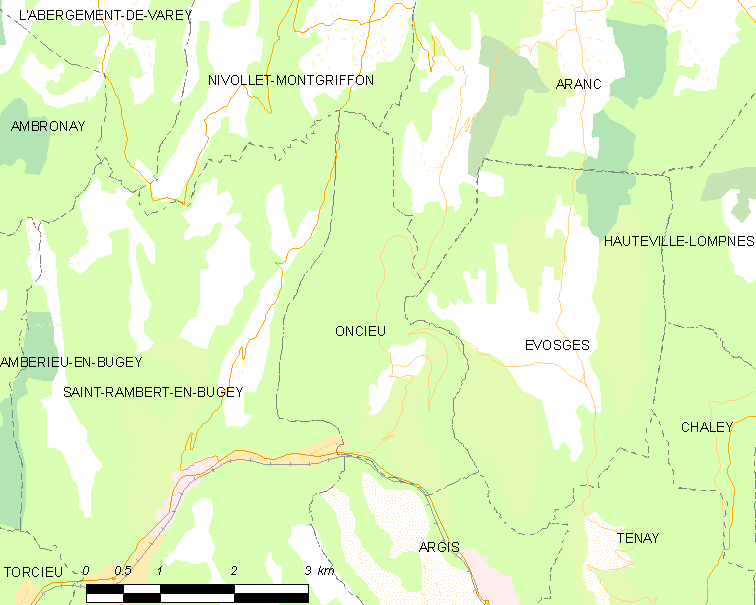
翁雪的OSM定位图

翁雪的时区为UTC+01:00、UTC+02:00（夏令时）。

## 行政
翁雪的邮政编码为01230，INSEE市镇编码为01279。

## 政治
翁雪所属的省级选区为昂贝略昂比热县。

## 人口

1962-2008年间翁雪人口变化图示

翁雪于2022年1月1日时的人口数量为72人。